# فريش سيزر
فريش سيزر (بالإنجليزية: Fresh Caesar)‏ هو كاتب أغاني ورائد أعمال أمريكي، ولد في 1977 في أوكلاند في الولايات المتحدة.

## وصلات خارجية
- الموقع الرسمي
- فريش سيزر على موقع ميوزك برينز (الإنجليزية)